# Eudemos von Zypern
Eudemos von Zypern (altgriechisch Εὔδημος; † 353 v. Chr. bei Syrakus) war ein griechischer Philosoph und Offizier.
Eudemos lebte zumindest zeitweilig in Athen, wo er der Platonischen Akademie angehörte, die damals noch von Platon geleitet wurde. Somit war Eudemos ein Schüler Platons. Mit Aristoteles, der damals ebenfalls Mitglied der Akademie war, war er eng befreundet.
Ende 358 oder Anfang 357 hielt sich Eudemos auf einer Reise nach Makedonien in der Stadt Pherai in Thessalien auf. Marcus Tullius Cicero, der sein Wissen aus einem nicht erhaltenen, nach Eudemos benannten Dialog des Aristoteles bezieht, berichtet in seiner Schrift De divinatione („Über die Weissagung“), Eudemos sei in Pherai so schwer erkrankt, dass alle Ärzte ihn aufgaben. Im Traum sei ihm ein Jüngling erschienen, der ihm seine baldige Genesung und die in wenigen Tagen bevorstehende Ermordung des Tyrannen Alexander von Pherai sowie seine eigene „Heimkehr“ nach fünf Jahren vorausgesagt habe. Mit der letzteren Ankündigung sei aber nicht eine Rückkehr in seine Heimat Zypern gemeint gewesen, sondern sein gewaltsamer Tod (also Rückkehr in eine jenseitige Heimat der Seele). Aus der Angabe Ciceros, Eudemos habe eine Heimkehr nach Zypern erhofft, ist gefolgert worden, er sei aus seiner Heimat verbannt gewesen, doch ist dieser Schluss nicht zwingend.
Eudemos war ein eifriger Anhänger des sizilischen Politikers Dion von Syrakus, der in Griechenland in der Verbannung lebte und von dort aus einen Feldzug zum Sturz des Tyrannen Dionysios II. von Syrakus organisierte. Als Dion im Jahre 357 von der Insel Zakynthos aus mit rund 800 Mann auf fünf Schiffen die Überfahrt nach Sizilien wagte, gehörte Eudemos zu den prominenten Teilnehmern dieses Angriffs auf die größte Militärmacht der griechischen Welt. Das Unternehmen war erfolgreich, doch schon im Jahre 354 wurde Dion bei einem Staatsstreich des Offiziers Kallippos ermordet. Im folgenden Jahr fiel Eudemos bei Kämpfen zwischen Truppen des Kallippos und ehemaligen Anhängern Dions, die sich Hipparinos, einem Neffen Dions, angeschlossen hatten.
Nach Eudemos’ Tod verfasste Aristoteles einen Dialog Eudemos oder Über die Seele, den er nach seinem verstorbenen Freund benannte. Es handelt sich um ein Jugendwerk des Aristoteles, der damals noch ein Anhänger der Lehre Platons von der Unsterblichkeit der Seele war. Der wohl als Gegenstück zu Platons Phaidon gestaltete Dialog ist bis auf Fragmente verloren.
Einige Forscher haben vermutet, dass eine von Aristoteles gedichtete, nur fragmentarisch überlieferte Elegie an Eudemos an Eudemos von Zypern gerichtet war; in diesem Fall ist sie entweder 357 anlässlich des Aufbruchs der Flotte oder 354/353 als Trostgedicht nach Dions Tod entstanden. Nach der gegenteiligen, in der Altertumswissenschaft vorherrschenden Auffassung war aber Eudemos von Rhodos, ein Schüler des Aristoteles, gemeint. Gelegentlich ist Eudemos von Zypern auch als Adressat der Eudemischen Ethik des Aristoteles in Betracht gezogen worden, doch wird der im (nicht von Aristoteles selbst stammenden) Titel dieses Werks genannte Eudemos meist mit Eudemos von Rhodos identifiziert.